# Felice della Rovere
Felice della Rovere (v. 1483 - 27 septembre 1536 ), également connue sous le nom de Madonna Felice, était la fille illégitime du pape Jules II. L'une des femmes les plus puissantes de la Renaissance italienne, elle est née à Rome vers 1483 de Lucrezia Normanni et du cardinal Giuliano della Rovere, plus tard pape Jules II. Felice était bien éduquée, a été acceptée dans des cercles courtois proches de familles aristocratiques et a noué des amitiés avec des érudits et des poètes grâce à son éducation et à son véritable intérêt pour l'humanisme. Grâce à l'influence de son père, y compris par un mariage arrangé avec Gian Giordano Orsini, elle possédait une richesse et une influence extraordinaires à l'intérieur et au-delà de la Curie romaine. En particulier, elle a négocié une paix entre Jules II et la reine de France et a dirigé la famille Orsini pendant plus d'une décennie après la mort de son mari en 1517. Felice a encore accru son pouvoir grâce à un château qu'elle a acheté avec l'argent reçu de son père, le château de Palo, et grâce à son implication dans le commerce des céréales.
Felice a donné naissance à deux fils, Francesco et Girolamo, choisissant le second comme héritier de la fortune Orsini (et créant ainsi une rivalité avec son beau-fils, Napoleone), ainsi que deux filles, Julia et Clarice ; un autre enfant est décédé en bas âge. Les enfants de Felice se sont mariés dans des familles éminentes : les Colonna, Sforza, Borghese, Gonzague et Appiani. Sa descendance Orsini a porté le titre de duc de Bracciano jusqu'en 1699. L'héritage de Felice perdure à ce jour, car le professeur Murphy l'a identifiée dans deux œuvres d'art : La Messe de Bolsena de Raphaël et un portrait de Sebastiano del Piombo d'une femme inconnue. Felice a également eu une influence sur d'autres icônes de la renaissance, comme en témoigne sa correspondance avec des personnages tels que Catherine de Médicis.

## Jeunesse

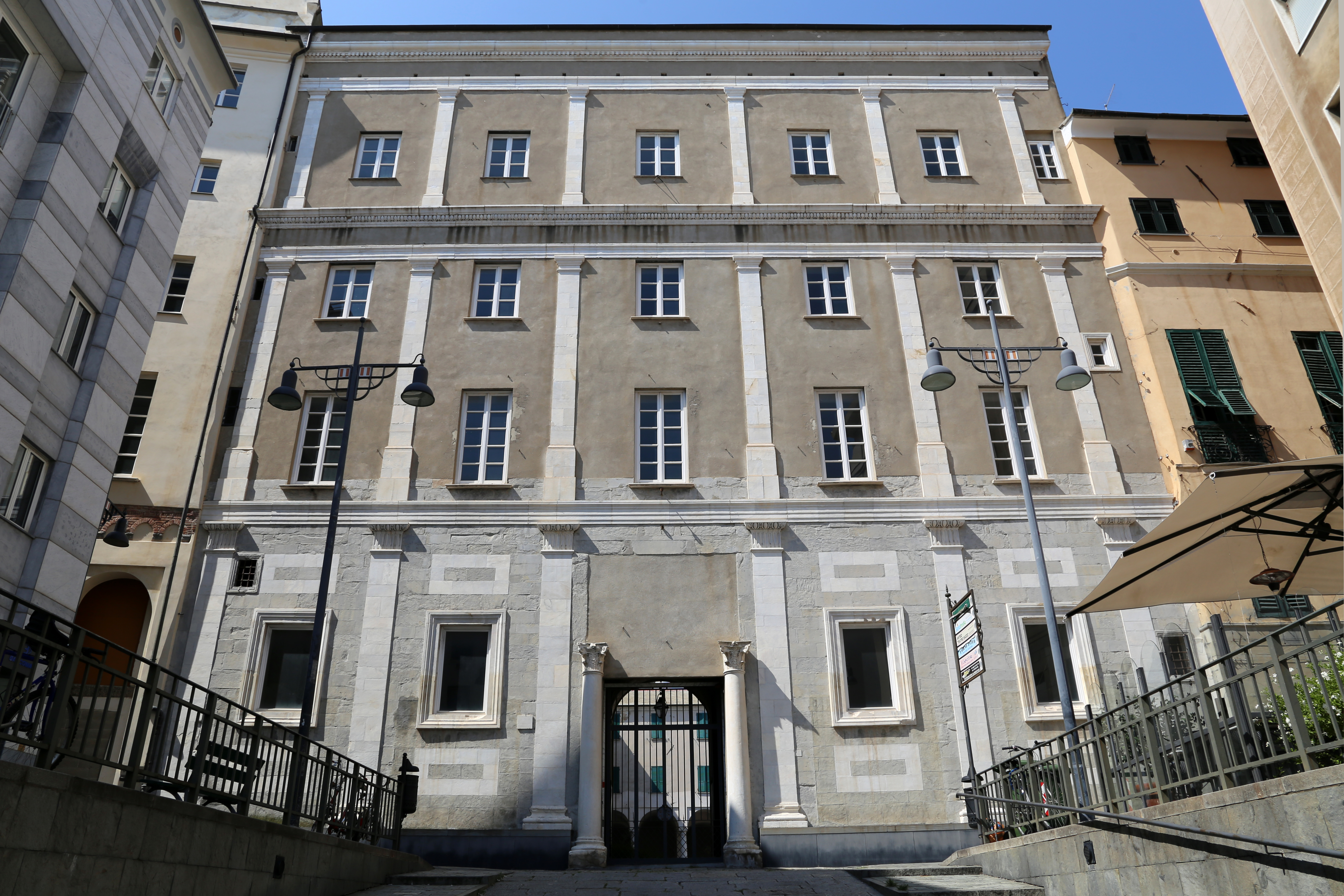
Palazzo della Rovere à Savone, où Felice a passé ses jeunes années.

La date de naissance exacte de Felice della Rovere n'est pas connue. On pense qu'elle est née à Rome, probablement en 1483. La mère de Felice, Lucrezia Normanni, est née au Trastevere à Rome. La lignée maternelle de Felice remonte au XIe siècle, ce qui, au moment de sa naissance, aurait fait des Normanni l'une des plus anciennes familles de Rome. Le père de Felice, Giuliano della Rovere, est né dans le village côtier d'Albissola en Ligurie. Dans sa jeunesse, Giuliano était membre de l'ordre franciscain avant d'être nommé archevêque d'Avignon par son oncle, le pape Sixte IV. Giuliano et Lucrezia ont probablement eu une brève relation après s'être rencontrés à Trastevere, où Giuliano était connu pour se rendre. Felice a grandi aux côtés de son demi-frère nommé Gian Domenico et de sa demi-sœur, Francesca, tous deux nés après le mariage de sa mère avec Bernardino de Cupis. Le beau-père de Felice était employé par le cardinal Girolamo Basso della Rovere comme secrétaire et supervisait les serviteurs du cardinal. Bernardino a été bien récompensé par la famille della Rovere et ses revenus ont confortablement entretenu Felice et sa famille. Felice a passé ses premières années au Palais de Cupis sur la Piazza Navona à Rome. Après que son père a tenté de faire déposer le pape Borgia Alexandre VI en 1494, Felice a été amenée au Palazzo della Rovere à Savone, à l'abri des représailles des Borgia.

## Éducation
Grandir au Palazzo de Cupis sur la Piazza Navona, un centre social animé de Rome, signifiait que Felice était probablement entourée d'importants hommes d'affaires, commerçants, avocats et secrétaires apostoliques qui visitaient souvent sa maison. En grandissant, Felice était devenue véritablement intéressée par l'érudition humaniste et noua des amitiés avec des érudits et des poètes qui visitèrent le Vatican. Giovanni Filoteo Achillini, un philosophe et poète italien, a décrit Felice dans son poème Viridario, la qualifiant d'honorable et digne d'éloges. Elle est également devenue proche de Scipione Carteromacho, un savant humaniste dont les liens avec un éditeur bien connu ont permis à Felice d'acquérir de nombreux livres en latin et en italien. Felice était une lectrice enthousiaste, en témoigne sa grande collection de livres. Grâce à ses relations avec des universitaires italiens et étrangers, elle est devenue propriétaire d'une collection de livres manuscrits d'auteurs anciens. On suppose qu'elle a utilisé son intérêt pour l'humanisme pour se faire accepter par les cercles proches des familles riches et puissantes comme les Médicis et les Gonzague.

## Premier mariage
Le père de Felice a arrangé un mariage pour elle à l'âge de 14 ou 15 ans. L'identité de son premier mari est inconnue, mais il était probablement de Savone ou de Gênes et avait probablement des liens politiques solides avec sa communauté qui auraient profité à Giuliano.
Peu d'informations sont disponibles sur ce bref mariage, sinon que l'homme est décédé au début de 1504 dans des circonstances inconnues, et l'expérience a probablement amené Felice à hésiter à se remarier. Après la mort de son premier mari, Felice a rejeté de nombreux prétendants dont Roberto Sanseverino, prince de Salerne, un homme favorisé par son père.
À la mort de son mari, Felice a probablement reçu le douaire qui lui avait été remis lors de son mariage, rente qui ne lui serait versée que tant qu'elle restait célibataire. Il est probable que Felice n'ait pas voulu renoncer à l'indépendance financière que ce douaire lui a procurée, et cela a peut-être contribué à sa  réticence à se remarier.

## Second mariage

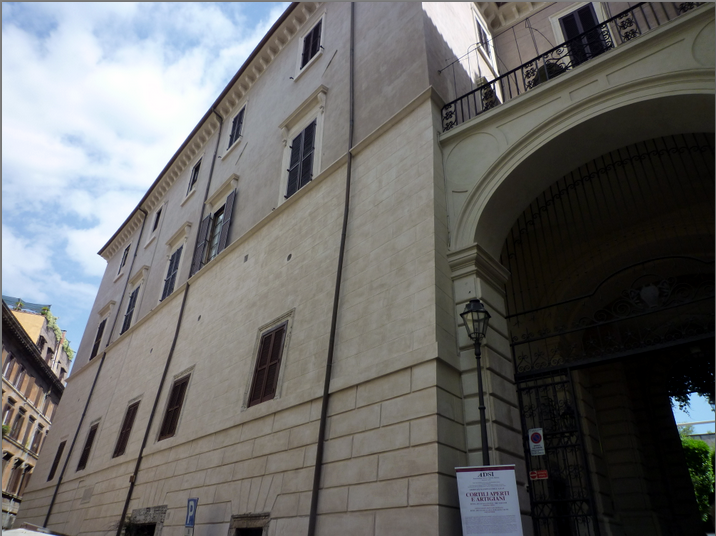
Le palais Orsini de Monte Giordano à Rome.

Après être devenu pape en 1503, Jules II a cherché à lui trouver un deuxième mari. Ce fut une tâche difficile car Felice n'était pas un choix populaire pour le mariage : elle était la fille illégitime d'un pape et ne semblait pas être aimée par lui, et elle avait 20 ans, ce qui était considéré comme trop âgé. Un accord a finalement été trouvé avec Gian Giordano, fils de Gentile Virginio Orsini, seigneur de Bracciano, et le chef de deux des familles aristocratiques les plus puissantes de Rome. C'était une excellente alliance pour Felice car cela lui a permis de rester à Rome,. Cette union a également été très bénéfique pour Jules II, qui voulait mettre fin à la querelle sanglante entre les familles Orsini et Colonna. Il a accompli ceci en gagnant de l'influence dans les deux familles en mariant sa nièce, Lucrezia, dans la famille Colonna, et Felice dans la famille Orsini,. Gian Giordano était l'aîné de Felice de 20 ans et a travaillé comme condotierre. Il avait auparavant été marié à la fille illégitime du roi Ferdinand Ier de Naples, Maria D'Aragon, qui lui avait donné trois enfants : Napoleone, Carlotta et Francesca, avant de mourir en 1504. La dot de Felice était de 15 000 ducats, qui valait moins que la dot donnée à Lucrezia, qui avait reçu 10 000 ducats, mais aussi un palais près de la Basilique des Saint-Apôtres, et la ville de Frascati. Les historiens pensent que le comportement froid de Jules II envers Felice était dû à son désir de se différencier de son prédécesseur et rival Alexandre VI, qui avait pratiqué un népotisme extrême, en particulier en faisant parader sa fille autour de Rome. Le père de Felice l'a encore humiliée en interdisant toutes festivités importantes pour son mariage et en n'y assistant pas. Le mariage a eu lieu les 24 et 25 mai 1506 à la Cancelleria, un palais alors en mauvais état.

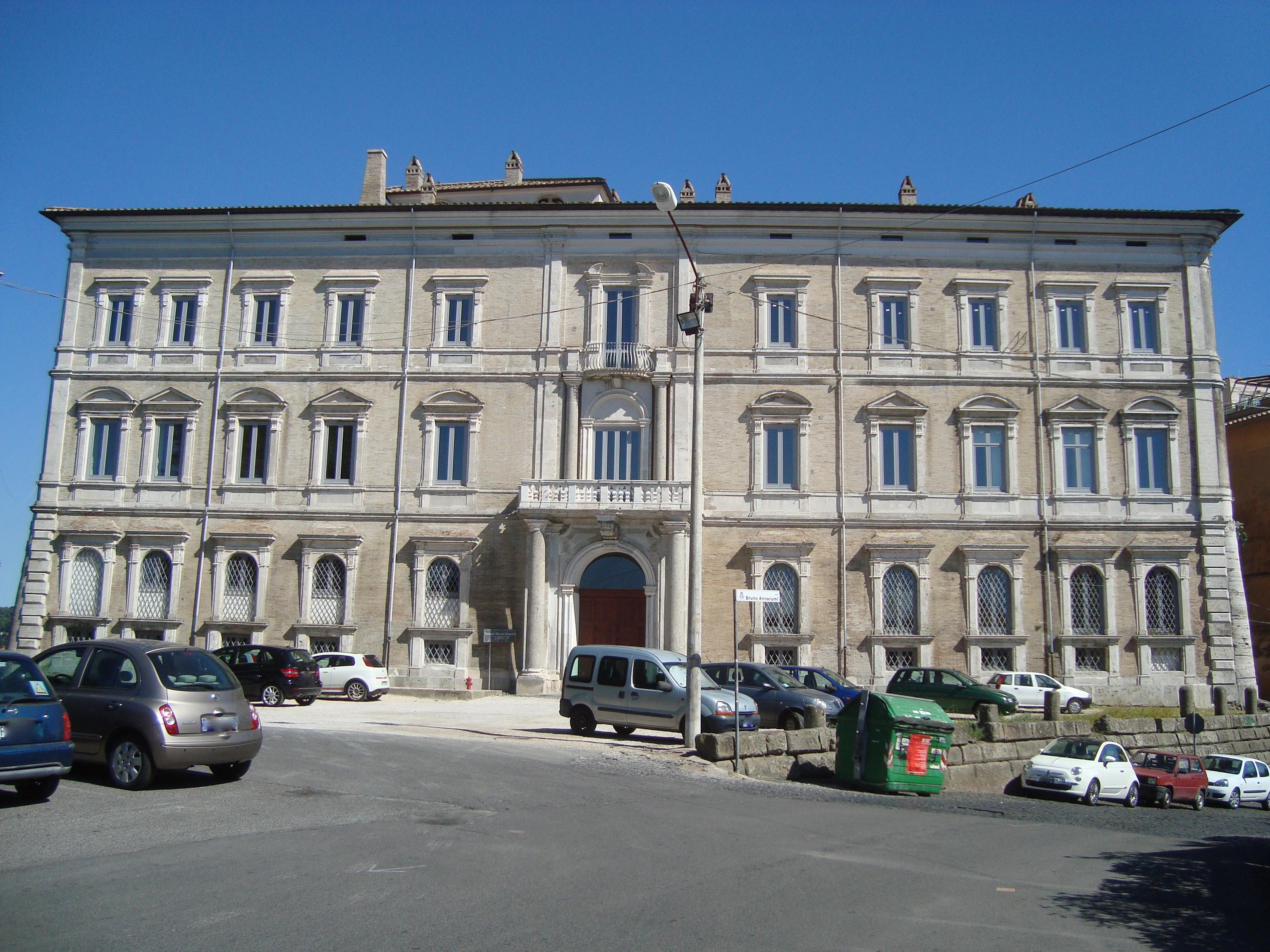
Cancelleria (Palazzo Sforza Cesarini), lieu du mariage de Felice avec Gian Giordano en 1506.

Certains historiens ont émis l'hypothèse que le mariage était malheureux, affirmant que Gian Giordano se moquait de Felice pour être la fille bâtarde d'un pape, mais les preuves suggèrent que Gian Giordano est venu à apprécier les "qualités de gestion et les compétences diplomatiques" de Felice, et l'a encouragé à poursuivre ses ambitions. Au cours des deux premières années de mariage, l'objectif principal de Felice était de donner naissance à un fils, qui garantirait sa position au sein de la famille Orsini, empêcherait son beau-fils, Napoleone Orsini, de recevoir la seigneurie d'Orsini et lui donnerait la régence de la famille si Gian Giordano mourait alors que son fils était encore mineur. Sans un fils, Felice risquait de perdre le pouvoir et la richesse gagnés par son mariage.

### Relations avec son père
Lorsque le pape Jules II a refusé d'assister au mariage qu'il a organisé pour sa fille et Gian Giordano, Felice a interprété cela comme un manque de respect de la part de son père et était irrité contre lui. Ces sentiments ont créé une rupture entre Felice et son père qui a duré quelques mois. Dans un effort pour se réconcilier, Jules II l'a invité avec son nouveau mari au Vatican fin juin 1506 et a organisé un somptueux banquet en leur honneur.
Après cette réconciliation, Jules II a fréquemment fait de Felice l'invitée d'honneur de diverses fêtes à Rome, où elle était souvent la seule femme présente. Sa présence lors de divers événements romains au cours de cette période a contribué à l’élever à une position de pouvoir au sein de la cour du Vatican. En outre, le pape a offert à Felice des bijoux extravagants et des sommes d'argent importantes, y compris un de ses biens les plus précieux : une croix en diamants initialement donnée à son père par la république de Venise.

## Activités économiques

### Château de Palo
Pendant son mariage, Felice a reçu ses propres biens personnels, ce qui lui a permis de devenir une femme riche et indépendante. Sa principale source de revenus était le château de Palo, une propriété à Ladispoli. Acquis en 1509, ce château fournissait à la fois un revenu et un moyen permettant d'augmenter à la fois son influence et le pouvoir de sa famille en établissant le domaine comme résidence papale. Le château a obtenu ce statut grâce à son père et l'a conservé après son pontificat. Le domaine a notamment accueilli le pape Léon X. Les terrains autour de Palo étaient propices à la chasse, ce qui a aidé à attirer ces invités de premier plan et a finalement conduit à la reconnaissance de la propriété en tant que pavillon de chasse papal officiel par Léon X. Il a accepté de payer les réparations et les améliorations nécessaires dont le château aurait besoin pour en faire une résidence de luxe, et en échange, Felice a permis à Léon X de séjourner gratuitement à Palo. En utilisant le château comme un actif financier et en l'ouvrant à des invités de haut rang, Felice a pu promouvoir à la fois l'image de la famille della Rovere  ainsi que sa propre image.

### Commerce de céréales
Outre la propriété, Felice a également utilisé le commerce des céréales comme source de revenus. Cette implication dans les affaires a donné à Felice une indépendance financière pendant son mariage et après la mort de son mari. Les champs de sa propriété de Palo étaient bien adaptés à la culture des céréales et pouvaient produire une quantité importante de blé, comme en témoignent les entrées écrites par les domestiques de Felice dans les livres comptables du domaine. Cependant, pendant la crise des céréales de 1533-1534 à Rome, les revenus de Felice ont souffert. Les raisons de cette crise étaient principalement des mauvaises conditions météorologiques et un système de transport sous-développé. En conséquence, Rome a dû importer des céréales d'autres régions d'Italie, ce qui a souvent entraîné le doublement du prix des céréales. La propriété de Felice étant située près de Rome elle-même, elle a principalement vendu son grain directement aux gens dans et autour de la ville et a donc été affectée par la mauvaise récolte. De plus, les fournisseurs de céréales situés dans le nord de l'Italie ont pu abuser du système pendant cette période, car l'approvisionnement en céréales à Rome était lui-même très faible, ce qui leur a permis d'exiger des prix élevés. Cela a laissé des fournisseurs locaux tels que Felice dans une situation désastreuse. Pendant cette crise, Felice a dû recourir à la négociation pour obtenir un meilleur prix pour son grain. Le caractère de Felice est révélée par des actions comme celles-ci, car le marchandage n'était pas quelque chose que les femmes de la classe supérieure étaient censées faire. Finalement, malgré ces luttes, Felice a pu utiliser le commerce des céréales pour augmenter sa richesse.

## Rôle dans les négociations de paix entre les États pontificaux et la France
En 1510, durant les guerres d'Italie, le pape Jules II voulait éliminer la présence de la France du nord de l'Italie. Pour ce faire, le pape a dissous la Ligue de Cambrai, initialement établie en 1508 en tant qu'alliance anti-vénitienne entre la France et les États pontificaux. A la place de la Ligue de Cambrai, le Pape a établi la Sainte Ligue, formant une alliance entre les États pontificaux et Venise. L'exclusion de la France de la Sainte Ligue a provoqué une escalade des tensions entre Jules II et Louis XII. Après que les États pontificaux ait Bologne au profit de la France, Jules II a accepté de négocier avec Louis XII. Des négociations ont eu lieu entre André Forman et d'autres, dont le mari de Felice, Gian Giordano Orsini. Jules II a envoyé Felice pour accompagner son mari en France en juillet 1511 où elle a été impliquée dans des négociations avec  Anne de Bretagne pendant deux ans.

## Descendance

### Naissances et premières années
Felice et Gian Giordano ont eu 5 enfants, dont 4 ont survécu jusqu'à l'âge adulte,. Comme la plupart des femmes nobles du XVIe siècle, Felice employait des nourrices et pouvait donc avoir des enfants aux naissances rapprochées. Felice a donné naissance à 2 filles : Julia en 1507, et Clarice en 1514. Elle a également eu 3 fils : Giulio en 1508, décédé quelques mois plus tard, Francesco en 1512, et Girolamo en 1513. Felice était une mère très impliquée : elle nommait ses enfants, une tâche généralement confiée aux parrains et marraines au baptême, engageait leurs nourrices et gérait leurs affaires financières. Elle était également la principale responsable de l'éducation de ses deux fils survivants, qui avaient 4 et 5 ans lorsque leur père est décédé en 1517.

### Relation avec son beau-fils Napoleone
Une partie de la famille Orsini considérait Felice comme une belle-mère maltraitante parce que ses fils avaient récupéré les parts d'héritage de Napoleone, mais c'était en fait le choix de Gian Giordano. Il semble pourtant que Felice ait sympathisé avec son beau-fils, et qu'elle ait tenté d'améliorer sa situation en le faisant nommer abbé de l'abbaye de Farfa, un domaine de plus de 200 kilomètres carrés, et en lui obtenant une pension de 1000 ducats par mois par Léon X. Le seul rôle de Felice dans l'isolement et les mauvais traitements de Napoleone était qu'elle croyait qu'il était un garçon agressif et craignait qu'il ne fasse du mal à ses fils dans une tentative de récupérer l'héritage. Pour se protéger et protéger ses fils, Felice le garda à distance et s'assura qu'il ne reçut pas le cardinalat sous le pape Léon X.

### Unions
En tant que régente, Felice a joué un rôle dans les mariages de ses beaux-enfants et de ses enfants. En octobre 1519, Felice a arrangé le mariage de sa belle-fille Carlotta avec Giantommaso Pico, seigneur de Mirandolee,. Parce que Felice n'était pas la mère de Carlotta, elle avait besoin de l'approbation de Napoleone. Felice a ensuite mariée sa fille Giulia avec Pier Antonio di Sanseverino, le souverain de Bisignano. Ils ont convenu d'une dot de 40 000 ducats et d'un chapeau de cardinal à un membre de la famille de Pier Antonio en échange de 24 000 ducats : 8 000 pour le pape Léon X et 16 000 pour Felice. Ce mariage lui a profité en lui fournissant des fonds et un allié solide dans le Sud, mais il a également eu des conséquences : l'union a mis en colère les membres de la famille Orsini parce qu'elle impliquait une famille du Sud, et la dot était deux fois plus importante que celle de Carlotta., et cela a mis en colère Napoleone qui a estimé que le cardinalat donné était à juste titre le sien.
Napoléon a cédé l'abbaye de Farfa à Francesco quand il a épousé Claudia Colonna. Francesco ne s'est jamais marié, mais a eu beaucoup d'enfants illégitimes.
Après le sac de Rome, Felice a uni Clarice à Don Luigi Carafa, prince de Stigliano, dont la famille était en bons termes avec les Espagnols, lui fournissant ainsi un allié impérial.
Felice a enfin arrangé pour Girolamo une alliance avec Francesca Sforza, fille du comte Bosio de Santa Fiora et de Costanza Farnèse, mais cette union n'a eu lieu qu'en octobre 1537, un an après sa mort.

## Veuvage
Gian Giordano est tombé malade en septembre 1517 et a fait un testament conférant l'autorité d'agir en tant que régente à Felice durant la minorité de leurs fils. Giovanno Roberta della Colle, l'un des secrétaires de Gian Giordano, était présent lors de la rédaction du testament, et rapporte que Gian Giordano a déclaré : « Je laisserai ma femme, c'est-à-dire Madonna Felice, dame et tutrice des enfants et du domaine parce qu'elle a été une telle femme et une telle épouse qu'à juste titre elle mérite un tel honneur. ». Cette annonce a été faite très publiquement pour garantir que la famille Orsini n'aurait aucun motif de s'opposer à ce que Felice devienne la dame et la gardienne du domaine parce qu'elle était une femme, pas une Orsini de sang et pas de la noblesse romaine. Gian Giordano est décédé le 11 octobre dans son château de Vicovaro et a laissé tous ses biens matériels à ses fils Francesco, Girolamo et Napoleone. La nomination de Felice a fait d'elle l'une des figures les plus puissantes de Rome,  une position à laquelle les historiens notent qu'elle était bien préparée en raison de son éducation humaniste. Le pape Léon X a ratifié cette position en rédigeant une bulle  déclarant que Felice serait la gardienne des enfants de Gian Giordano Orsini tant qu'elle resterait veuve.
Il y avait des rumeurs entourant la mort de Gian Giordano, car Marino Sanuto a rapporté que Gian Giordano était mort sans confession ou communion parce que les médecins ne pensaient pas qu'il était gravement malade, indiquant que Felice pourrait être responsable de sa mort, ce aurait rendu sa nomination à la tête du clan Bracciano Orsini illégale. Certains membres de la famille Orsini se sont ralliés aux revendications de Napoleone, mais en vain car Léon X avait proclamé son soutien à Felice, et il n'y avait aucune preuve réelle d'un comportement suspect autour de la mort de Gian Giordano.

## Sac de Rome
En 1527, Felice ne séjournait pas au palais Orsini à Monte Giordano lorsque le sac de Rome a commencé, ce qui lui a probablement sauvé la vie, car il s'agissait de l'un des premiers palais à être attaqué. Elle et ses enfants étaient avec sa mère et ses demi-frères et sœurs au palais De Cupis lorsque le sac a commencé. Ils ont décidé qu'il serait plus sûr de fuir Rome. Les femmes ont caché leurs bijoux sous leurs robes et se sont rendues au château d'Isabelle d'Este, qui a fourni un refuge à 1200 femmes nobles et 1000 nobles car son palais était l'un des seuls à ne pas avoir été attaqué, son fils était l'un lieutenant en chef menant l'assaut,. Le palais fut bientôt mis sous rançon. Felice a payé pour elle-même et quelques autres, dont 2000 ducats pour son neveu Cristofano. Felice et sa famille ont ensuite fui Rome pour Ostie où ils ont pris un bateau pour Civitavecchia où ils ont retrouvé leurs proches. La famille s'est de nouveau séparée parce que Felice voulait s'éloigner de Rome pour protéger ses enfants de Napoleone, qui était installé au domaine de Bracciano avec quelques fidèles. Felice craignait que Napoleone puisse utiliser le chaos du sac comme une occasion de tuer ses demi-frères et sœurs et récupérer ce qu'il considérait être son héritage légitime. Felice et ses enfants sont allés chez ses cousins dans le duché d'Urbin, où elle a reçu un palais dans la ville de Fossombrone. Là-bas, Felice a aidé des nobles et des femmes de Rome, en envoyant de l'argent et en organisant l'envoi de vivres .
Le sac de Rome prit fin en 1528, mais Felice ne revint pas immédiatement à Rome car Napoleone était à la tête d'une faction luttant contre les assaillants impériaux à Bracciano. Peu de temps après, les forces impériales le neutralisèrent et Felice se sentit de nouveau en sécurité. Une fois à Rome, Felice fit reconstruire le domaine Orsini de Monte Giordano pour le bien de ses fils et la réputation de la famille. Sa propriété près de l'église de la Trinité-des-Monts avait également été saccagée et détruite, elle l'a donc restaurée. Le sac de Rome avait considérablement changé la vie de Felice et, pour la première fois de sa vie, elle était pauvre.

## Présence dans l'art

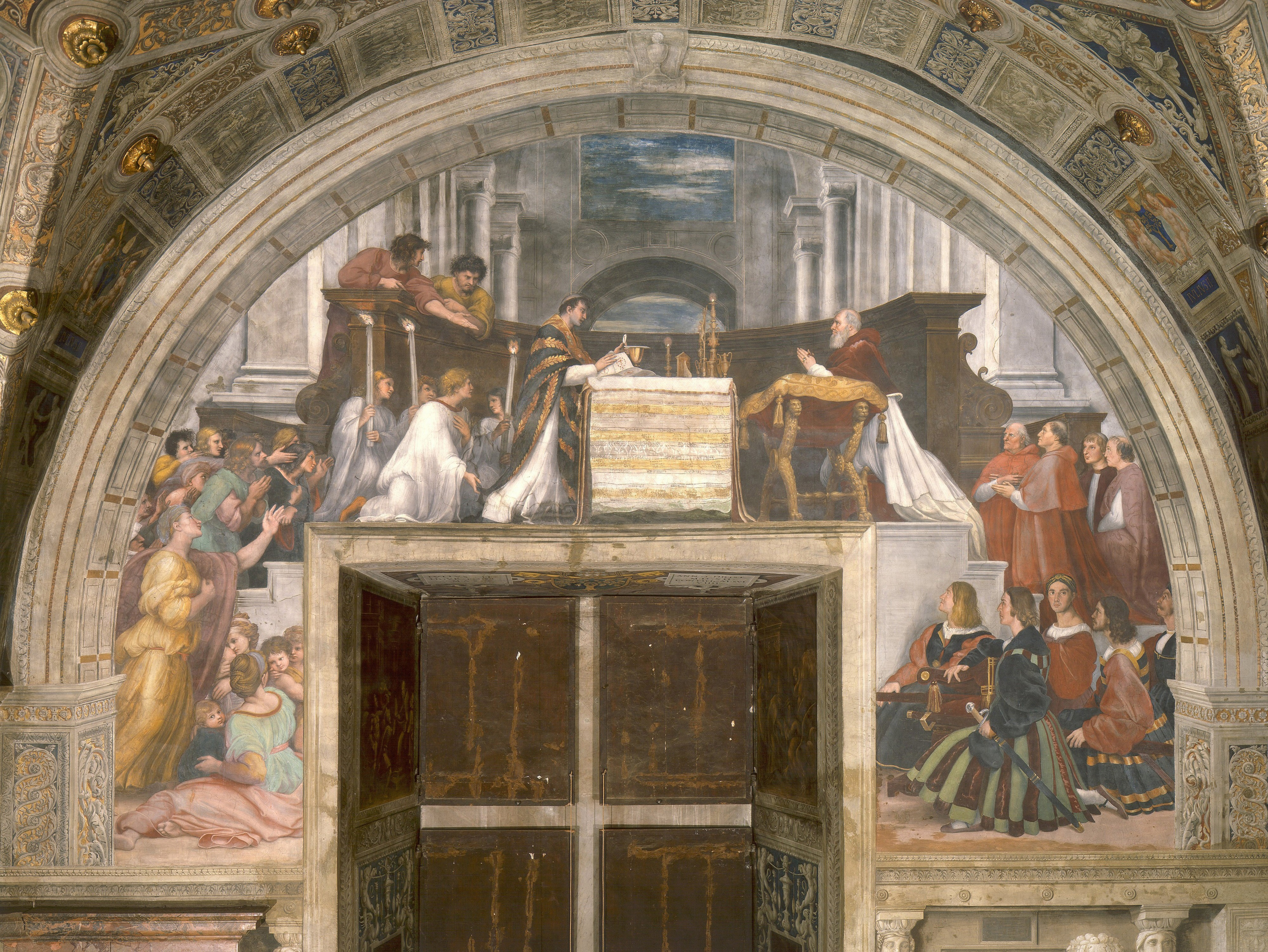
La messe à Bolensa, 1511, dans laquelle Felice serait représentée.

Bien qu'aucun portrait officiel de Felice n'ait été identifié, Caroline Murphy a suggéré que deux œuvres pourraient être des représentations de Felice. Ce sont la messe de Bolsena et un portrait de Sebastiano del Piombo d'une femme inconnue. La messe de Bolsena a été commandée par Jules II en 1512, et dépeint le miracle de Bolsena. Comme Jules II était le mécène de Raphaël, il aurait eu une influence sur qui apparaissait dans la peinture. Des membres du clergé et des hommes de la famille della Rovere apparaissent dans le tableau, ainsi que quelques figures féminines. La figure que Murphy identifie comme Felice est vêtue de noir, s'agenouillant et regardant Jules II, Elle soutient que c'est peut-être Felice parce qu'elle est représentée différemment de toutes les autres figures féminines, qui semblent être stylisées.
Sebastiano del Piombo était un autre peintre qui a produit beaucoup d'œuvres durant cette période, y compris le portrait d'une femme inconnue. Le fait qu'il était personnellement connu de Felice et les similitudes vestimentaires entre cette pièce et la messe à Bolsena ont conduit Murphy à suggérer que ce portrait est également une représentation de Felice. La présence de Felice ne peut pas être pleinement confirmée car elle n'a jamais été correctement identifiée dans ces œuvres d'art. Cependant, comme Jules II était un mécène des arts, il est probable qu'il ait inclus sa fille dans certaines des peintures qu'il avait commandées.

## Postérité
Bien que Felice soit moins connue que ses contemporaines telles que Lucrèce Borgia où Isabelle d'Este, elle était une personnalité respectée de son époque. Elle connaissait d'autres figures du XVIe siècle comme Catherine de Médicis où le pape Léon X, et il est clair que malgré le manque de documentation sur sa vie, elle correspondait avec diverses personnes importantes. Catherine de Médicis, reine de France, était restée avec Felice pendant une courte période de son enfance, et a ensuite écrit une lettre la remerciant pour les soins qu'elle avait reçus. Bien que cette lettre ait été écrite bien avant que Catherine ne devienne une figure importante, la bonne réputation de Felice peut être déduit de la lettre que Catherine lui a écrite. Une autre personne avec laquelle Felice correspondait était le pape Léon X, qui a succédé à son père en tant que pape. Sa réputation parmi les figures de haut rang se reflète dans ses relations d'affaires avec Léon X et son hébergement à sa résidence. Sa réputation est également apparente dans l' histoire de la maison d'Orsini de Francesco Sansovini qui déclare que sa petite-fille  partageait avec elle son nom et ses bonnes manières.

## Sources
- (en) Silvio A. Bedini et Fundação Calouste Gulbenkian, The Pope's Elephant, Manchester, Carcanet Press Ltd, 1997 (ISBN 978-1-85754-277-6).
- Melissa Meriam Bullard, Grain Supply and Urban Unrest in Renaissance Rome: The Crisis of 1533-1534, Binghamton, New York, Center for Medieval and Early Renaissance Studies, 1982, 279–292 p. (ISBN 978-0-86698-057-9).
- E. R. Chamberlin, The Sack of Rome, London, B.T. Batsford, 1979 (ISBN 0-7134-1645-9).
- David Chambers, Popes, Cardinals, and War: The Military Church in Renaissance and Early Modern Europe, New York, I. B. Tauris, 2006 (ISBN 978-1-84511-178-6).
- Cecil H. Clough, « Review:The Pope's Daughter », Renaissance Studies, vol. 21, no 5,‎ 2007, p. 758–760.
- (en) Anthony M. Cummings, Pope Leo X, the Renaissance Papacy, and Music, Ann Arbor, University of Michigan Press, 2012 (ISBN 978-0-472-11791-8).
- (en) Hirstprénom= Michael, Sebastiano del Piombo, Oxford, Clarendon Press, 1981 (ISBN 978-0-19-817308-3).
- Judith Hook, The Sack of Rome: 1527, London, Palgrave MacMillan, 1972 (ISBN 0-333-13272-6).
- Roger Jones et Nicholas Penny, Raphael, New Haven and London, Yale University Press, 1983 (ISBN 978-0-300-04052-4).
- Christine Meek, « Review of The Pope's Daughter: The Extraordinary Life of Felice della Rovere », The Sixteenth Century Journal, vol. 38, no 3,‎ 2007, p. 866–867.
- Caroline P. Murphy, The Pope's Daughter: The Extraordinary Life of Felice della Rovere, New York, Oxford University Press, 2005 (ISBN 978-0-19-518268-2, lire en ligne ).
- Caroline P. Murphy, Felice della Rovere and the Castello at Palo, Kirksville, Truman State University Press, 2007, 112–121 p. (ISBN 978-1-931112-60-4).
- (en) Christine Shaw, Julius II, The Warrior Pope, Cambridge, USA, Blackwell, 1993 (ISBN 978-0-631-16738-9).
- George L. Williams, Papal Genealogy: The Families and Descendants of the Popes, Jefferson, McFarland, 1998 (ISBN 0-7864-0315-2).